# Żeglarstwo na Letnich Igrzyskach Olimpijskich 1920 – klasa 7 metrów
Zawody w żeglarskiej klasie 7 metrów podczas VII Letnich Igrzysk Olimpijskich odbyły się w dniach 7–9 lipca 1920 roku na wodach Ostendy.

## Informacje ogólne
Zawody składały się z trzech wyścigów. Punkty były przyznawane za miejsca zajęte na mecie – liczba punktów równa była zajętej lokacie. Na wynik końcowy składała się suma wszystkich punktów, przy czym wyższą lokatę zajmował jacht o mniejszej liczbie punktów. Przy równej punktacji załóg przeprowadzana była między nimi dogrywka.
Do zawodów zgłosiły się dwa jachty z dwóch reprezentacji. Norwegowie zwyciężyli w pierwszym wyścigu, jednak kolejne dwa wygrali Brytyjczycy zdobywając tym samym złote medale.

## Wyniki
| Pozycja | Załoga                                                      | Jacht   | Wyścig I | Wyścig I | Wyścig II | Wyścig II | Wyścig III | Wyścig III | Ogółem |
| Pozycja | Załoga                                                      | Jacht   | Pozycja  | Punkty   | Pozycja   | Punkty    | Pozycja    | Punkty     | Punkty |
| ------- | ----------------------------------------------------------- | ------- | -------- | -------- | --------- | --------- | ---------- | ---------- | ------ |
| złoto   | Cyril Wright Robert Coleman William Maddison Dorothy Wright | Ancora  | 2        | 2        | 1         | 1         | 1          | 1          | 4      |
| srebro  | Johan Faye Sten Abel Christian Dick Niels Nielsen           | Fornebo | 1        | 1        | 2         | 2         | 2          | 2          | 5      |